# はるかなる朝
『はるかなる朝』（はるかなるあさ）は、星野之宣の漫画短編集。および、表題作となる短編SF漫画。表題作は第9回手塚賞入選作でもある。

## 短編集
はるかなる朝 SF傑作集
1977年、ジャンプスーパーコミックス（創美社）
「はるかなる朝」、「カルネアデス計画」、「鋼鉄のクイーン」、「四次元の爆撃機」、「葬送船団」、「荒野への脱出」
はるかなる朝
1988年、ジャンプスーパーエース（創美社）、ISBN 978-4420137089
「はるかなる朝」、「カルネアデス計画」、「鋼鉄のクイーン」、「葬送船団」、「荒野への脱出」、「遠い呼び声」、「水のアマゾネス」、「ホワイト・アウト」
はるかなる朝
2005年、MF文庫（メディアファクトリー）、ISBN 978-4840112703
｢はるかなる朝」、「落雷」、「荒野への脱出」、｢ホワイトアウト」、｢冬の帝王」、｢アリス」、「イワン・デジャビュの一日」
THE DISTANT DAWN はるかなる朝
2012年、ビッグコミックスペシャル（小学館）、ISBN 978-4091846976
「はるかなる朝」、「カルネアデス計画」、「鋼鉄のクイーン」、「葬送船団」、「荒野への脱出」、「遠い呼び声」、「水のアマゾネス」、「ホワイト・アウト」、「アガル」（前後編）

## はるかなる朝
『週刊少年ジャンプ』（集英社）1975年34号に掲載。
第9回（昭和50年上期）手塚賞の入選作品。当時、手塚賞審査委員長の手塚治虫は手塚賞応募作品の8割がSF作品でうんざりしていたこともあり、一目でSFと判る作品は選外としていた。しかしながら、「はるかなる朝」はSF作品であるにもかかわらず、選外にしようとする声は審査委員からは誰一人として上がらなかった。完成度が高くSF漫画作品の見本としても賞を与えざるをえないとの審査員全員一致の意見であったと、手塚治虫は1985年に行われた星野、諸星大二郎との鼎談で語っている。
この時、手塚は星野のことを「SFプロパー」であると確信していたが、1980年代から『ヤマトの火』といった伝奇漫画を描き出したことから、その判断は誤りであったのではないかとも鼎談で語っている。
『不条理日記』（吾妻ひでお）は数多くのSF作品をパロディにしているが、「転生篇」の「仕事がいやになったので冬眠カプセルをあける」で本作と『暗黒神話』（諸星大二郎）とを合わせてパロディにしている。
あらすじ
アトランティスでは高度な文明を築いていたが、大陸が没するほどの異変には勝てず、2隻の宇宙船で2000人が脱出できただけだった。幼馴染のアトルとクレイトーはそれぞれの家族と別々の宇宙船で脱出した。
時は流れて、現代。ツングースカ大爆発の跡地にほど近い峡谷で宇宙船を見たという地元民を取材に来た日本のSF作家は、氷漬けの宇宙船を発見する。宇宙船にはカプセルに入ってコールドスリープする1000人の人々。驚愕するSF作家を老いた男が射殺する。しかし、そのショックでカプセルの1つが解凍され、少女-クレイトーが目覚めた。老いた男は「お前だけは目覚めさせたくなかった」とクレイトーを抱きしめる。老いた男-アトルはもう1隻の宇宙船の最後の1人であり、現生人類がアトランティスの文明を手に入れた場合に地球そのものを破壊しかねない戦争を引き起こすと、1人ずつ目覚めて見張りを行い、死んでいったのだった。ツングースカ大爆発は最後の1人だったアトレが目覚めた際に残った宇宙船を破壊するために起きた爆発だったのだった。

## カルネアデス計画
『少年ジャンプ1976年8月20日増刊号』（集英社）掲載、
あらすじ
恋人である陽子と電はヨットで海に出ていたが、突如として空が暗くなり海が荒れはじめる。ヨットは壊れて電は船体の亀裂に脚を挟まれていた。電の脚の傷から流れる血を嗅ぎ付けて、鮫が集まって来る。陽子は自分の身を護るため、カルネアデスの板の逸話のように電を打ちすえて殺した。
ヨーコとデンは次元のひずみを通って、地球の軌道上に現れたもう1つの地球を破壊する「カルネアデス計画」の関係者。計画に消極的なヨーコはもう一つの地球から住民を救おうとするが、助けることができたのは海上を漂っていた女性1人だけだった。
ヨーコに救出された陽子は、電と瓜二つのデンを見て正気を失う。

## 鋼鉄のクイーン
『少年ジャンプ1975年4月28日増刊号』（集英社）掲載。星野のデビュー作である。
あらすじ
コンピューターミス・エバの主導の宇宙船による4年間の惑星間航行実験も、あと1週間で終わろうとしていた。乗船していた4人の宇宙飛行士は、日々カードゲームを行う他に仕事もなく、退屈は限界に達していた。
乗員の1人甲斐は酔った勢いで、地球とミス・エバの集積回路とを賭けてミス・エバとカードゲームを行うことになる。勝負は全てのカードの行方を認知していたミス・エバの勝ちに終わるが、続いて阿部がミス・エバに賭けを申し込む。阿部は自らも重傷を負うのを覚悟で、ミス・エバの回路を拳で破壊した。

## 四次元の爆撃機
『月刊少年ジャンプ』（集英社）1975年8月号掲載。
後年、『イワン・デジャビュの一日』やMF文庫版に再録された際には「落雷」に改題されている。
あらすじ
さまざまな理由で東京から広島への旅客機に乗り込んだ客たち。落雷で旅客機の計器がおかしくなり、周囲も奇妙な空間だった。そこで、アリメカ軍のB-29とすれ違う。機体に描かれていた固有名は「サンダーボルト」。それはエノラ・ゲイ、ボックスカーに続く3番目の原爆搭載機であり、爆装状態でエノラ・ゲイの成功を見てから東京へ爆撃を行う予定で随伴飛行をしていて、広島原爆投下の際に行方不明となっていた機体であった。
旅客機は原爆投下直後の広島へ、そしてサンダーボルトは眼下の無傷の東京にこれまでの空爆隊は何をやってたんだと愚痴をこぼしながらも、搭載している原爆の投下を行った。

## 葬送船団
『月刊少年ジャンプ』（集英社）1975年3月号掲載。
あらすじ
人類は大気汚染と人口増加によって存亡の危機に立たされていた。これを回避するために、火星に人工都市を建設。第一次移民団として1隻2万人を収容したロケットが5隻が地球を出発する。
火星までの旅の途中、2隻のロケットが爆発。実は火星都市に10万人を養う能力は最初からなく、4隻の移民船を破壊する計画だったのだ。

## 荒野への脱出
『週刊少年ジャンプ』（集英社）1975年39号 掲載、
あらすじ
近未来。ドライブの途中で大事故を起こした優とナオミは医者であるナオミの父の手によって一命を取り止める。先に退院した優はナオミとの面会も許可されず、ナオミの父からはもう会わないように言われる。優は命を繋ぐためのサイボーグ手術という別の患者と別の医者の会話を聞いてしまう。
優はようやく退院してきたナオミを誘拐同然に雷鳴とどろく居住地域外へと連れ出す。

## 遠い呼び声
『少年ジャンプ1978年9月15日増刊号』（集英社）掲載。
あらすじ
ジュディは、幼い頃から自分の名を呼ぶ謎の円盤と遭遇していた。いつしか円盤とも遇わなくなり、成長したジュディは航空宇宙局の電話交換室で働き始める。
そこで、聞き覚えのある声をした宇宙飛行士レイと知り合い、交際を始める。
レイは新型の「イオナイザーロケット」のテストパイロットとして飛び立つが、「光る円盤に衝突する」という通信を最後に行方不明になる。

## 水のアマゾネス
『少年ジャンプ1977年9月10日増刊号』（集英社）掲載。

## ホワイト・アウト
『漫画アクション増刊スーパーフィクション2』（1979年、双葉社）掲載。

## 冬の帝王
『週刊ヤングマガジン』（講談社）1996年7号に掲載。

## アリス
『月刊コミックトム』（潮出版社）1985年8月号から同年10月号に掲載。

## イワン・デジャビュの一日
『ビジネスジャンプ』（集英社）1986年3号に掲載。
本作を表題作とする短編集も発刊されている。
- イワン・デジャビュの一日 1988年、ジャンプスーパーエース（創美社）、ISBN 978-4420137102
  1. 落雷
  2. 海の牙
  3. 暁の狩人
  4. アリス
  5. イワン・デジャビュの一日
- ONE DAY IN THE LIFE OF IVAN DEJAVU　2012年、ビッグコミックススペシャル（小学館）、ISBN 978-4091846983
  1. イワン・デジャビュの一日
  2. 海の牙
  3. 冬の帝王
  4. アリス
  5. 暁の狩人
  6. 落雷
  7. 七都市物語 ペルー海峡攻防戦・外伝
田中芳樹の小説『七都市物語』の一編「ペルー海峡攻防戦」が行われていたのと同時期に起きた事件、小説の次の話となる「ジャスモード会戦」の原因ともなるフバイシュ・アル・ハッサンの死因について描かれる。

## アガル
『ベアーズクラブ』（集英社）1990年8号、同年9号に掲載。